# Сен-Тривье-сюр-Муаньян (кантон)
Сен-Тривье́-сюр-Муанья́н (фр. Saint-Trivier-sur-Moignans) — кантон во Франции, находится в регионе Рона — Альпы, департамент Эн. Входит в состав округа Бурк-ан-Брес.
Код INSEE кантона — 0130. Всего в кантон Сен-Тривье-сюр-Муаньян входят 13 коммун, из них главной коммуной является Сен-Тривье-сюр-Муаньян.

## Коммуны кантона
| Коммуна                | Население, чел | Почтовый индекс | Код INSEE |
| ---------------------- | -------------- | --------------- | --------- |
| Амберьё-ан-Домб        | 1469           | 01330           | 01005     |
| Банен                  | 606            | 01990           | 01028     |
| Вильнёв                | 1282           | 01480           | 01446     |
| Люрси                  | 390            | 01090           | 01225     |
| Мессими-сюр-Сон        | 1133           | 01480           | 01243     |
| Рельван                | 420            | 01990           | 01319     |
| Савиньё                | 1150           | 01480           | 01398     |
| Сент-Олив              | 306            | 01330           | 01382     |
| Сен-Тривье-сюр-Муаньян | 1847           | 01990           | 01389     |
| Фарен                  | 1949           | 01480           | 01157     |
| Франшлен               | 1153           | 01090           | 01165     |
| Шален                  | 1205           | 01480           | 01075     |
| Шанен                  | 850            | 01990           | 01083     |

## Население
Население кантона на 2006 год составляло 5 004 человека.
| 1962 | 1968 | 1975 | 1982 | 1990 | 1999   | 2006   | 2007 |
| ---- | ---- | ---- | ---- | ---- | ------ | ------ | ---- |
| 5771 | 6197 | 6425 | 8017 | 9793 | 11 359 | 13 760 | -    |